# Aphis linorum
Aphis linorum är en insektsart. Aphis linorum ingår i släktet Aphis och familjen långrörsbladlöss. Inga underarter finns listade i Catalogue of Life.